# Dalsland tartomány
Dalsland Svédország egyik történelmi tartománya Dél-Svédországban. Szomszédai Bohuslän, Värmland és Västergötland tartományok, valamint a Vänern-tó és Norvégia.

## Megye
Sok éven át Dalsland a régi Älvsborg megye területének északi részén volt, de 1999-ben a nagyobb Västra Götaland megyével helyettesítették.

## Földrajz
Åmål volt az egyetlen városa. Más része nincs Svédországnak, amelyik ennyire sűrűn lenne borítva tavakkal.
Nemzeti parkok: Tresticklan

## Kultúra
A Dalsland csatornát 1868-ban fejezték be, 254 km hosszú.

## Címer
A címert 1560-ban, I. Vasa Gusztáv temetésekor kapta. A 16. században megyei rangja volt, de 1884. január 18-án hercegi rangra emelték.